# Шавон
Шавон (фр. Chavonne) насеље је и општина у североисточној Француској у региону Пикардија, у департману Ен (Пикардија) која припада префектури Соасон.
По подацима из 2011. године у општини је живело 191 становника, а густина насељености је износила 52,76 становника/km². Општина се простире на површини од 3,62 km². Налази се на средњој надморској висини од 145 метара (максималној 167 m, а минималној 42 m).

## Демографија
| 1962. | 1968. | 1975. | 1982. | 1990. | 1999. | 2011. |
| ----- | ----- | ----- | ----- | ----- | ----- | ----- |
| 113   | 129   | 139   | 150   | 153   | 182   | 191   |

График промене броја становника у току последњих година